# Bitke kod Halkin Gola
Bitke kod Halkin Gola (mongolski Халхын голын байлдаан; ruski бой на реке Халхин-Гол; japanski ノモンハン事件 Nomon-Han Jiken) bile su odlučujuće u neobjavljenom sovjetsko-japanskom pograničnom ratu koji su vodili Sovjetski Savez i Mongolija s Japanom 1939. godine. Sukobi su dobili ime po rijeci Halkin Gol, koja protječe područjem gdje su vođeni. U Japanu, odlučujuća bitka u ovom konfliktu poznata je kao Incident kod Nomonhana, prema obližnjem selu na granici Mongolije i Mandžurije. Bitke su završile potpunim porazom japanske šeste armije.

## Povijest područja
Do 1900. Mandžurija je bila dio ruskog interesnog područja. U okviru japanskih ekspanzionističkih težnji u istočnoj Aziji, Japan je 1903. zahtijevao povlačenje Ruske vojske iz Mandžurije i priznavanje japanskih interesa u Koreji. Prijepori koji su iz toga proizašli doveli su 1904. godine do Rusko-japanskog rata koji je završio pobjedom Japana, a Rusija je 1905. morala napustiti Mandžuriju i vratiti ju Kini. Japan je nakon Prvog japansko-kineskog rata u svoju interesnu sferu uključio Koreju, a zanimale su ih i sirovine iz Mandžurije. Zbog prijevoza tih sirovina iz Mandžurije u Koreju a zatim brodovima za Japan, sagrađena je Južnomandžurska željeznica koju je čuvala Kvantunška armija. Kako bi i dugoročno osigurao isporuku ovih sirovina, Japan je težio za većim političkim utjecajem u Mandžuriji. Nakon incidenta u Mukdenu uslijedila je japanska invazija na Mandžuriju kojom je Kvantunška armija zaposjela Mandžuriju i ondje početkom 1932. ustanovila marionetsku državu Mandžukuo.
SAD kao i Liga naroda snažno su protestirali protiv ove okupacije, odnosno aneksije, no nisu poduzeti nikakvi daljnji koraci s tim u vezi, a japanski ekspanzionizam prema Kini doveo je do Drugog japansko-kineskog rata.

## Pozadina
Nakon što su okupirali Mandžuriju, Japanci su svoj vojni interes okrenuli ka sjeveru, prema Sovjetskim i Mongolskim područjima uz njene granice. Prvi veći Sovjetsko-japanski granični sukob, bitka kod jezera Hasan, zbio se 1938. godine u Primorju. U to vrijeme sukobi između sovjetskih i japanskih jedinica na granicama Mandžurije bili su česti. Japanci su smatrali da je granica između Mandžukua i Mongolije na rijeci Halkin Gol koja utječe u jezero Buir. Suprotno tome, Mongoli i njihovi saveznici Sovjeti smatrali su da je granica oko 16 km istočno od rijeke, pored naselja Nomonhan.

## Vanjske poveznice
- Članak u magazinu "LIFE" o bitci kod Halkin Gola, 7. kolovoza 1939.
- Topografska karta bitke na području Halkin Gola
- Videozapisi iz Ratnog muzeja u Nomonhanu  Arhivirana inačica izvorne stranice od 23. svibnja 2011. (Wayback Machine)
- Warbird Forum – Japan protiv Rusije, 1939.
- "On the Road to Khalkhin Gol", Dio 1. i Dio 2., Henry Sakaida

Sestrinski projekti
|  | Zajednički poslužitelj ima još gradiva o temi Bitke kod Halkin Gola |